# 北海道食彩スクエア きたれしぴ
北海道食彩スクエア きたれしぴ（ほっかいどうしょくさいスクエア きたれしぴ）とは、大阪市北区小松原町梅田地下街（ホワイティうめだ）にある、北海道の物産を扱うアンテナショップである。関西初の北海道物産専門店として2010年9月17日に開店し、2014年10月30日まで営業した。100平米の面積に約800ないし900の北海道物産品を販売していた。
株式会社マツオによって運営され、北海道砂川市の砂川ハイウェイオアシスの道産品ショップ、本社通販事業部が運営している「北海道ギフトバザール」と姉妹店であった。

## キャラクター
北海道本社の社員（マネージャー職）である、「森くまこ」が森公美子にそっくりなカリスマ店員として、オープン当初から関西圏の多くのメディアに露出している。2011年9月、森くまこはこの大阪での活動が主に認められ、北海道滝川市より「滝川市ふるさと大使」第1号を委嘱された。

## 展開
2011年1月に大阪府の東急ハンズ心斎橋店にサテライトショップ（臨時店舗）が2011年3月までの期間限定でオープンした。
2012年6月1日大阪市中央区に開店した、鹿児島と北海道の特産品を集めたアンテナショップ「北海道かごしま館」は菓子製造業の九面屋（鹿児島県霧島市）との共同経営であったが、こちらからもすでに撤退している。